# Marela
Maréla est une ville et une sous-préfecture de Guinée, rattachée à la préfecture de Faranah et à la région de Faranah.

## Population
En 2016, le nombre d'habitants est estimé à 34 915, à partir d'une extrapolation officielle du recensement de 2014 qui en avait dénombré 32 646 .

## Subdivision administratives
| N° | Districts                  | Secteurs |
| -- | -------------------------- | -------- |
| 1  | Boketo                     |          |
| 2  | Boussoura                  |          |
| 3  | Friguia                    |          |
| 4  | Heremakono Foulbhé         |          |
| 5  | Kalia I                    |          |
| 6  | Kalia II                   |          |
| 7  | Kassa Bouna                |          |
| 8  | Lolin                      |          |
| 9  | Marella I                  |          |
| 10 | Marella II                 |          |
| 11 | Marelle lll                |          |
| 12 | Misside Bolia              |          |
| 13 | Sabèrè Kalia-Misside Belly |          |
| 14 | Solonyéréya                |          |
| 15 | Soloya                     |          |
| 16 | Soumayéréya                |          |
| 17 | Taganya                    |          |
| 18 | Temaka                     |          |
| 19 | Manssadounki               |          |
| 20 | Yafato                     |          |
| 21 | Kodol                      |          |